# Feistritz im Rosental
Pour les articles homonymes, voir Feistritz.
Feistritz im Rosental est une commune autrichienne du district de Klagenfurt-Land en Carinthie.

## Jumelage
Baerenthal (France)